# Амро Аль-Вір
Амро Аль-Вір (23 січня 2001) — йорданський плавець.
Учасник Олімпійських Ігор 2020 року, де в попередніх запливах на дистанціях 100 і 200 метрів брасом посів, відповідно, 41-ше і 26-те місця й не потрапив до півфіналів.